# Benzenschwil

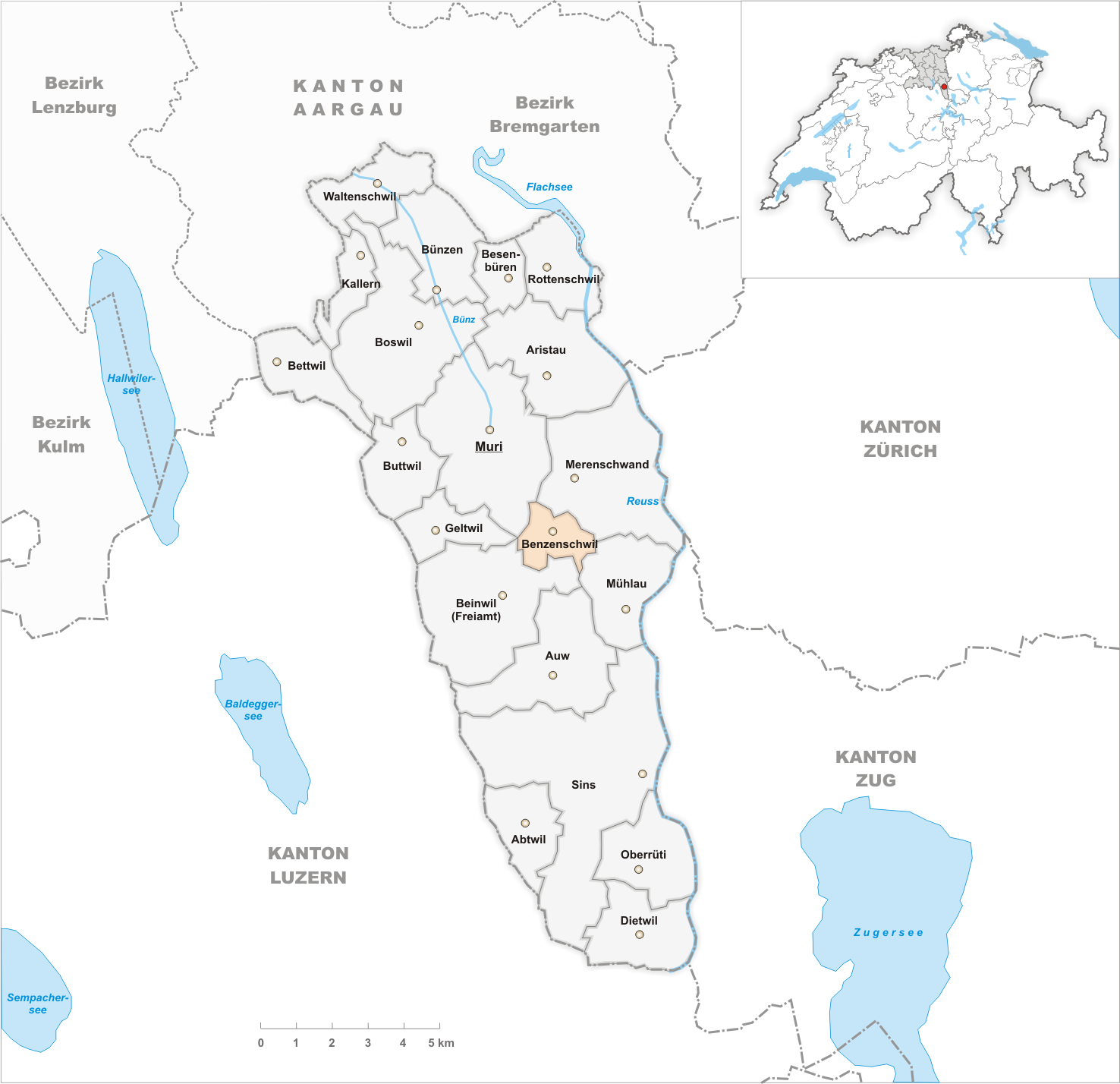
Gemeindestand vor der Fusion am 1. Januar 2012

Benzenschwil (in einheimischer Mundart: [ˌb̥æn.t͡siʒ̊ˈʋiːl]) ist ein Dorf im Südosten des Kantons Aargau in der Schweiz. Bis Ende 2010 war es eine eigenständige Einwohnergemeinde im Bezirk Muri, seither gehört Benzenschwil zur Gemeinde Merenschwand (wie schon vor 1813).

## Geographie
Das Dorf liegt am östlichen Abhang des Lindenbergs im Tal des Wissenbachs, einem Zufluss der Reuss. Der Wissenbach nimmt im Dorfzentrum den Büntebach auf und verläuft anschliessend durch ein tief eingeschnittenes Tobel. Etwas versetzt im Nordosten liegt am Rand der flachen Reussebene das Unterdorf, das mit dem benachbarten Merenschwand zusammengewachsen ist. Über das gesamte ehemalige Gemeindegebiet, das allgemein einen welligen Charakter aufweist, sind zahlreiche Einzelhöfe verstreut.
Die Fläche der ehemaligen Gemeinde betrug 246 Hektaren, davon waren 68 Hektaren bewaldet und 27 Hektaren überbaut. Der höchste Punkt befand sich auf 550 Metern an der westlichen Gemeindegrenze, die tiefste Stelle auf 407 Metern im Hegiacher an der östlichen Gemeindegrenze. Nachbargemeinden waren Merenschwand im Norden, Mühlau im Osten, Beinwil (Freiamt) im Süden, Geltwil im Westen und Muri im Nordwesten.

## Geschichte
Die ersten urkundlichen Erwähnungen des Dorfs stammen aus dem 12. Jahrhundert (vor 1150 [cop. 14. Jh.] Meggen, Benzeswile, Gersouwe per totum; 1189 predium Penziswile). Der Ortsname stammt von einer althochdeutschen Zusammensetzung *Benz(in)es-wilari und bedeutet ‚Hofsiedlung des Benz(o)/Penzin‘. Im Mittelalter herrschten die Herren von Hünenberg über Benzenschwil und übten sowohl die niedere als auch die hohe Gerichtsbarkeit aus. Bedeutende Grundherren waren ausserdem die Klöster Muri und Frauenthal. Nach der Schlacht bei Sempach im Jahr 1386, die Hünenberger hatten auf Seiten der unterlegenen Habsburger gekämpft, stieg die Stadt Luzern zur vorherrschenden Macht in der Region auf.
Die Bewohner von Benzenschwil, Merenschwand und Mühlau kauften sich 1394 von den Hünenbergern los und unterstellten sich freiwillig der Herrschaft Luzerns. Sie waren zwar nicht gleichberechtigt mit den Stadtbürgern, besassen aber mehr Rechte als die übrigen Luzerner Untertanen. So durften sie die Richter und Untervögte selbst wählen und genossen Steuerprivilegien. 1415 eroberten die Luzerner das benachbarte habsburgische Amt Meienberg, das sie jedoch 1425 an den gemeinsamen Besitz der Eidgenossen zurückgeben mussten. Das Gebiet um Merenschwand war wieder eine luzernische Exklave, getrennt durch die Gemeine Herrschaft der Freien Ämter. 1426 war erstmals von einem Amt Merenschwand die Rede.
Im März 1798 marschierten die Franzosen in die Schweiz ein und riefen die Helvetische Republik aus. Das Amt Merenschwand war nun eine Exklave des Distrikts Hochdorf im Kanton Luzern. Im Oktober 1802 schloss sich das Amt Merenschwand eigenmächtig dem Kanton Zug an, bis dann Napoleon Bonaparte im Februar 1803 den Anschluss an den Kanton Aargau verfügte. Die Grossgemeinde hatte nicht lange Bestand und fiel auseinander: Mühlau trennte sich im Jahr 1810, Benzenschwil folgte 1813 und war danach eine eigenständige Gemeinde.
Zwei Dorfbrände in den Jahren 1799 und 1803 zerstörten 13 bzw. 19 Haushaltungen. Am 1. Dezember 1881 erfolgte die Eröffnung der dritten Etappe der Aargauischen Südbahn zwischen Muri und Rotkreuz, wobei Benzenschwil eine Bahnstation erhielt. Trotz des Bahnanschlusses stieg die Bevölkerungszahl während des 20. Jahrhunderts nur leicht an und wies in den 1970er Jahren sogar eine rückläufige Tendenz auf. Seit 1980 hat sie jedoch um rund die Hälfte zugenommen.
Am 1. Januar 2012 vereinigte sich Benzenschwil wieder mit Merenschwand. Nachdem im Dezember 2008 die Gemeindeversammlungen einen entsprechenden Beschluss gefasst hatten, folgte am 8. Februar 2009 die Bestätigung an der Urne. In Benzenschwil sprachen sich 176 Stimmberechtigte für die Fusion aus, 104 waren dagegen.

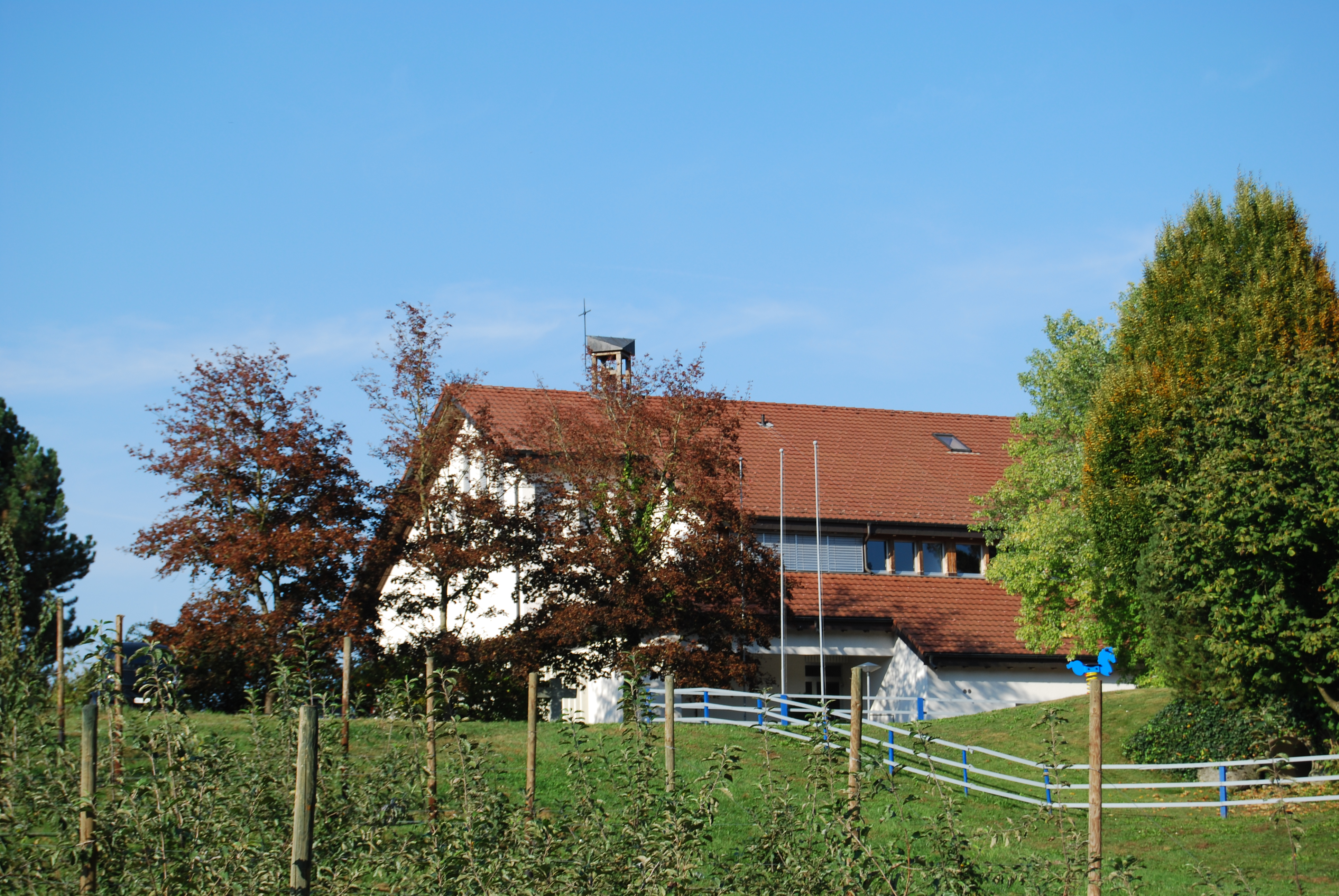
Benzenschwil

## Wappen
Die Blasonierung des ehemaligen Gemeinde- und heutigen Dorfwappens lautet: «In Blau aus dem linken Schildrand wachsender Arm mit gelbem Ärmel und weisser Manschette, in der weissen Hand weissen Bohrer mit gelbem Griff haltend.» Der Bohrer ist das Symbol des Heiligen Leodegar von Autun, dem Kirchenpatron der Stadt Luzern. 1955 übernahm Benzenschwil das unbenutzte Wappen des ehemaligen Amtes Merenschwand, 2002 wurde die unheraldische fleischfarbene Hand weiss umgefärbt.

## Bevölkerung
Bevölkerungsentwicklung:
| Jahr      | 1799 | 1850 | 1900 | 1930 | 1950 | 1960 | 1970 | 1980 | 1990 | 2000 | 2010 |
| Einwohner | 317  | 324  | 308  | 321  | 346  | 365  | 415  | 370  | 417  | 518  | 548  |

Am 31. Dezember 2010 (ein Jahr vor der Fusion) lebten 548 Menschen in Benzenschwil, der Ausländeranteil betrug 11,5 %. Bei der Volkszählung 2000 waren 68,5 % römisch-katholisch und 18,7 % reformiert. 2,1 % gehörten anderen Glaubensrichtungen an. 95,9 % gaben Deutsch als ihre Hauptsprache an, je 0,8 % Italienisch und Französisch.

## Verkehr
Etwa einen halben Kilometer westlich des Dorfes verläuft die Hauptstrasse 25 durch das Bünztal zwischen Lenzburg und Zug. Mitten im Dorfzentrum befindet sich eine Haltestelle an der SBB-Bahnlinie Lenzburg–Rotkreuz (Aargauische Südbahn). Durch Benzenschwil verkehrt auch die Postautolinie zwischen Muri und Beinwil (Freiamt). Zwischen Benzenschwil und Merenschwand bestehen keine direkten öffentlichen Verkehrsverbindungen.

## Persönlichkeiten
- Burkhard Reber (* 1848 in Benzenschwil; † 1926 in Genf), Apotheker, Politiker und Forscher
- Josef Jakob Reber (* 1864 in Benzenschwil; † 1925 in Bünzen), Maler und Zeichenlehrer